# Хмелёвка (верхний приток Неи)
Хмелёвка — река в Поназыревском районе Костромской области России. Устье находится в 77 км по правому берегу реки Неи. Длина — 27 км, площадь водосборного бассейна — 212 км².
Исток реки находится у деревни Расклонное в 24 км северо-восточнее Поназырево. Река течёт на юг, в нижнем течении протекает деревню Хмелёвка, двумя километрами ниже впадает в Нею. Крупнейший приток — Дрябловка (правый).

## Данные водного реестра
По данным государственного водного реестра России относится к Верхневолжскому бассейновому округу, водохозяйственный участок реки — Ветлуга от истока до города Ветлуга, речной подбассейн реки — Волга от впадения Оки до Куйбышевского водохранилища (без бассейна Суры). Речной бассейн реки — (Верхняя) Волга до Куйбышевского водохранилища (без бассейна Оки).
Код объекта в государственном водном реестре — 08010400112110000041998.